# Apechoneura compacta
Apechoneura compacta là một loài tò vò trong họ Ichneumonidae.